# El Descanso, Mœurs de Valence
El Descanso, Mœurs de/à Valence est une huile sur toile réalisée en 1856 par le peintre français Louis-Etienne-Charles Porion (Amiens, 1814-1908). Cette œuvre, caractéristique de l'orientalisme, est conservée au Musée des Beaux-Arts de Bordeaux depuis 1857, année ou elle a été acquise par l'état. Cette œuvre enfermée dans un cadre hexagonal représente une composition en triangle avec deux personnages au premier plan et une cruche suspendue au-dessus d’eux.

## Contexte de création de l'oeuvre
El Descanso, Mœurs de/à Valence est une œuvre appartenant au courant artistique et culturel de l’Orientalisme, qui se développe au XIXe siècle en Europe. Ce courant puise son inspiration dans les cultures, paysages et modes de vie des pays d'Afrique du Nord, d’Espagne, du Moyen-Orient et d'Asie.
Charles Porion s’inspire de l’imaginaire espagnol pour créer cette scène, comme son maître Jean-Auguste-Dominique Ingres. Les motifs et décors proviennent de traditions espagnoles issues de l'héritage arabo-andalou : guitare, espadrilles, bonnet, tambourin, gourde, couverture et tissus à rayures colorées. Cela rapproche l'œuvre des thématiques orientalisantes souvent explorées dans le courant. Ce parallèle entre inspirations venues d’ailleurs et représentation d’un moment de vie influence le type de l'œuvre. Celle-ci varie entre scène de genre et scène fictive.

## L'Œuvre

### Description
Le cadre hexagonal rythme la peinture et donne l’impression de rentrer dans la scène intime de repos de ce couple de paysans valenciens dans un patio. L’homme vêtu de vêtements typiques du nord de l’Espagne comme le bonnet ou les espadrilles, est adossé sur un divan, sa guitare à la main. La jeune femme espagnole, vêtue d’un haut à dentelle blanche et d’un bas rayé rouge, a la tête inclinée et écoute le guitariste. Derrière eux, la silhouette d’un homme semble émerger du fond sombre. On distingue également dans la scène plusieurs objets évoquant une vision idéalisée de la vie quotidienne espagnole, tels que des vases, des arbustes, un tambourin ou encore une gourde.

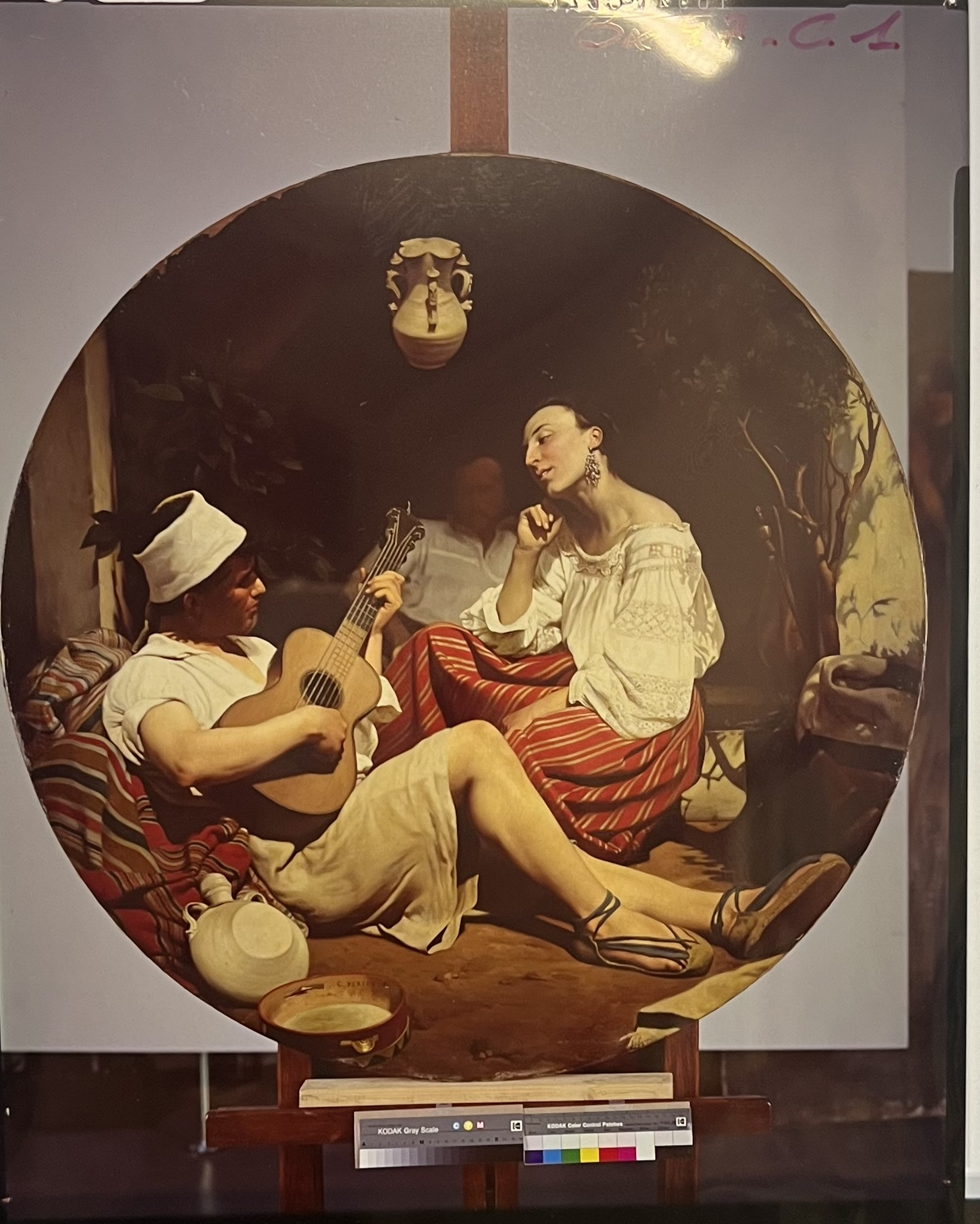
El Descanso,Mœurs de/à Valence tirage photographique.

### Composition
Cette toile circulaire, encadrée par une forme hexagonale, est un format original pour le XIXe siècle et permet de ce démarquer d'œuvres aux formats plus classique, c'est-à-dire toile rectangulaire dans un cadre rectangulaire.
Des lignes directrices sont basées sur un axe oblique qui passe par les deux visages au premier plan. Une seconde se retrouve avec les jambes du joueur de guitare. Enfin, les bras et les dos mettent en place un jeu de lignes parallèles. Cette structure donne un rythme à l'œuvre qui est plutôt statique. La lumière, quant à elle, émane du centre et de la droite et met en avant les deux jeunes personnages. Chaleureuse et intense, elle se reflète sur les peaux colorées.
De plus, dans l'ouvrage critique artistique de Jules Verne, Salon de 1857, réédité en 2008 commenté et annoté par Volker Dehs, une information sur l'œuvre nous informe que c'est : «Une scène de mœurs de Valence, qu’il [Charles Porion] appelle El Descanso, Mœurs de/à Valence et dans laquelle on aperçoit le portrait de l’auteur», soit l’un des personnages masculins.
De nombreux éléments comme la façon de peindre la chair des personnages, les poteries, les tissus, la pierre et la forme des visages proviennent du style adopté par Porion et issu de son maître Ingres.

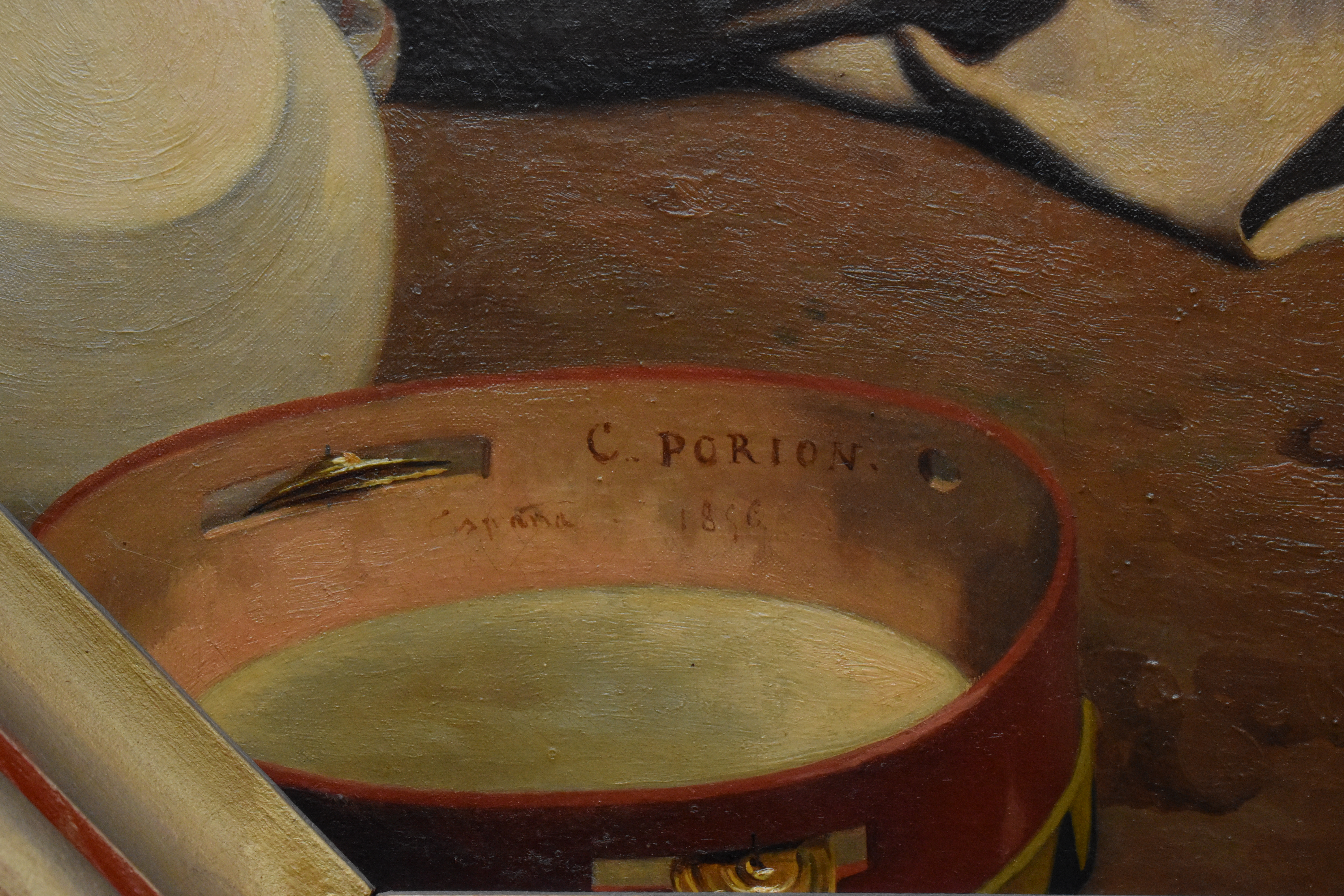
Détail de la signature.

La signature de l’artiste est visible en bas à gauche de l'œuvre, dans le tambourin, sous la forme suivante : «C.PORION». Est aussi visible l'inscription « España 1856 », soit le lieu et la date de la réalisation de la peinture.

### Les titres
Au fil du temps, le titre de ce tableau a évolué et subi des modifications. L'œuvre est connue sous les noms El Descanso, Mœurs à Valence et El Descanso, Mœurs de Valence. Les diverses sources se confrontent quant à la mention «de» ou «à» pour le titre de l'œuvre. Actuellement exposée au Musée des Beaux-Arts de Bordeaux, en France, son cartel indique le titre El Descanso, Mœurs de Valence. Aussi, l'œuvre comporte un nom complémentaire en espagnol El Descanso, ce terme renvoie au repos, que le thème de la scène représente.

## L'histoire du tableau

### Expositions
L'œuvre El Descanso, Mœurs de/à Valence en même temps que Un Valencien qui traverse une plaine sablonneuse et s’arrête pour se désaltérer, a été présentée par Charles Porion lors du Salon de 1857 et achetée par l’Etat. Le 20 octobre 1857, le tableau a été déposé par l’Etat au Musée des Beaux-Arts de Bordeaux. Ce dépôt public a permis, par la suite, à l'œuvre de rentrer dans les collections du musée. Aujourd’hui, le numéro d’inventaire FNAC PFH-764 permet d’identifier l'œuvre. Il faut noter que plusieurs numéros d’inventaire ont précédemment été attribués au fil des années (Bx E 479 puis Bx M 6971).
Le tableau a été au cœur de plusieurs expositions et a voyagé dans différents pays depuis son arrivée dans les collections du Musée des Beaux-Arts de Bordeaux en 1857.
- 1867 - Bordeaux (France) : Galerie de la Société des Amis des Arts
- 1950 - Bristol (Angleterre) : City Art Gallery
- 1981 - Madrid (Espagne) : Palais de Velázquez «Image romantique de l’Espagne».
- 1983 - 1984 Fukuoka/Hiroshima/Tokyo/Kanazawa (Japon) : «De Rubens, Delacroix à Corot, Redon».
- 1984 - Barcelone (Espagne) : Musée d’art moderne, exposition sur «Les peintres français du musée de Bordeaux».
- 1997 - Castres (France) : Musée Goya, «Les peintres français et l'Espagne».
- 1999 - Montauban/Besançon (France) : Musée Ingres et Musée des Beaux-Arts «Les élèves d’Ingres».

Les expositions qui se sont tenus à Bristol, à Madrid et à Fukuoka font suite à des jumelages.
En effet, la ville de Bordeaux s’est jumelée avec la ville de Bristol en 1947. Trois ans après se tenait l’exposition avec des prêts du Musée des Beaux-Arts de Bordeaux. Ensuite, la ville de Bordeaux s’est jumelée avec celle de Fukuoka en 1982, scellée par l’ancien maire de Fukuoka M. Kazuma Shinko et l’ex maire de Bordeaux Jacques Chaban-Delmas. L’année d’après en 1983 se tenait l’exposition avec des prêts du Musée des Beaux-Arts de Bordeaux. Enfin, la ville de Bordeaux s’est aussi jumelée avec la ville de Madrid en 1984 grâce aux anciens maires Enrique Tierno Galvan et Jacques Chaban Delmas. Trois ans après l’exposition de 1981 le jumelage se crée. Le tableau de Louis-Etienne-Charles Porion a été présent à ces trois expositions grâce au jumelage.
Ces trois jumelages ont été créés sous les mandats de Jacques Chaban Delmas.
L’exposition qui s’est tenue à Fukuoka a duré un peu plus d’un mois, du 17 septembre 1983 au 23 octobre 1983. L'œuvre de Louis-Etienne-Charles Porion était le 42ème prêt pour l’exposition. L'œuvre est arrivée à Fukuoka le 25 août 1983, puis, elle est repartie pour sa prochaine destination à Hiroshima le 24 octobre 1983.

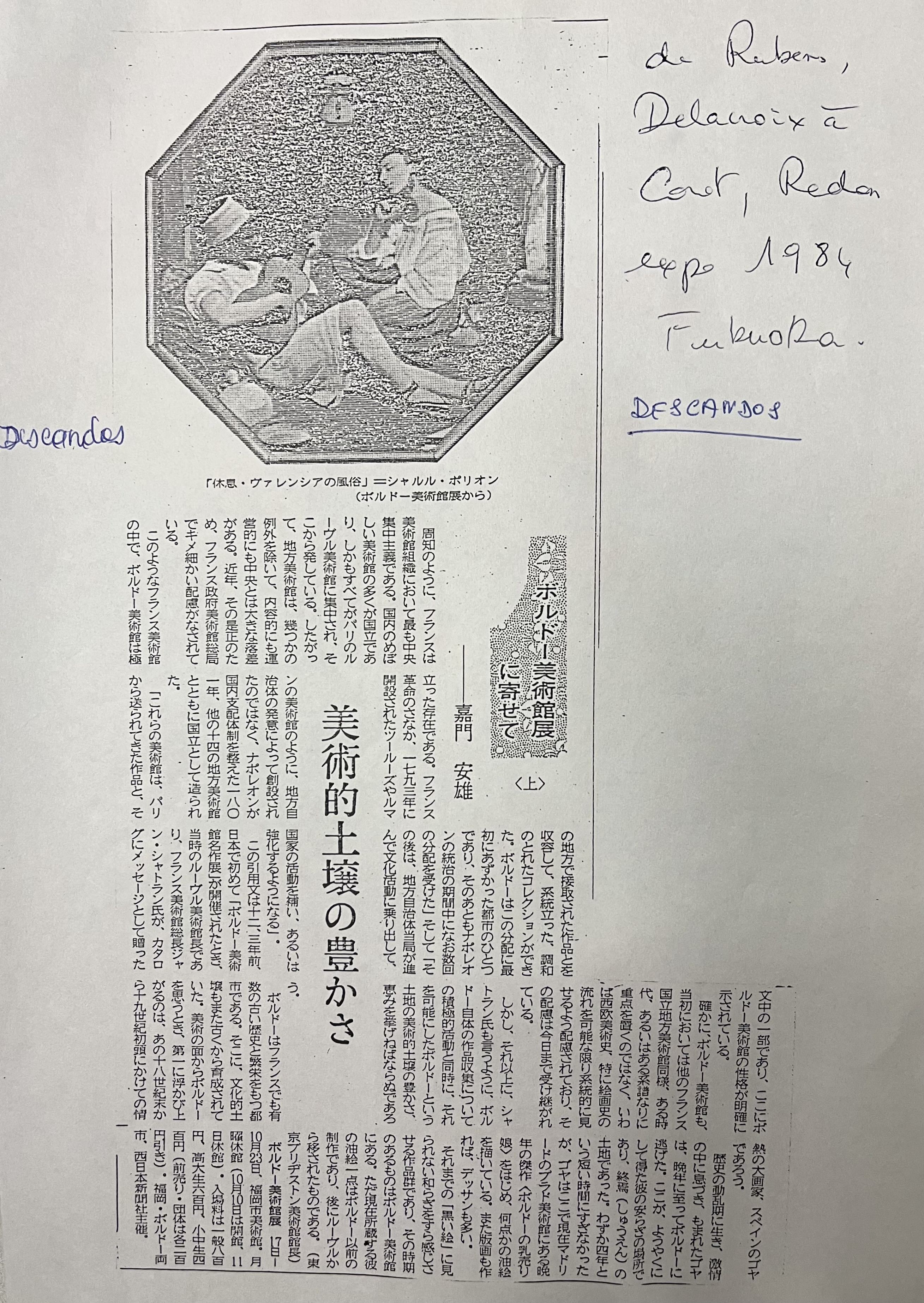
Brochure pour l'exposition "De Rubens, Delacroix à Corot, Millet et Redon" à Fukuoaka

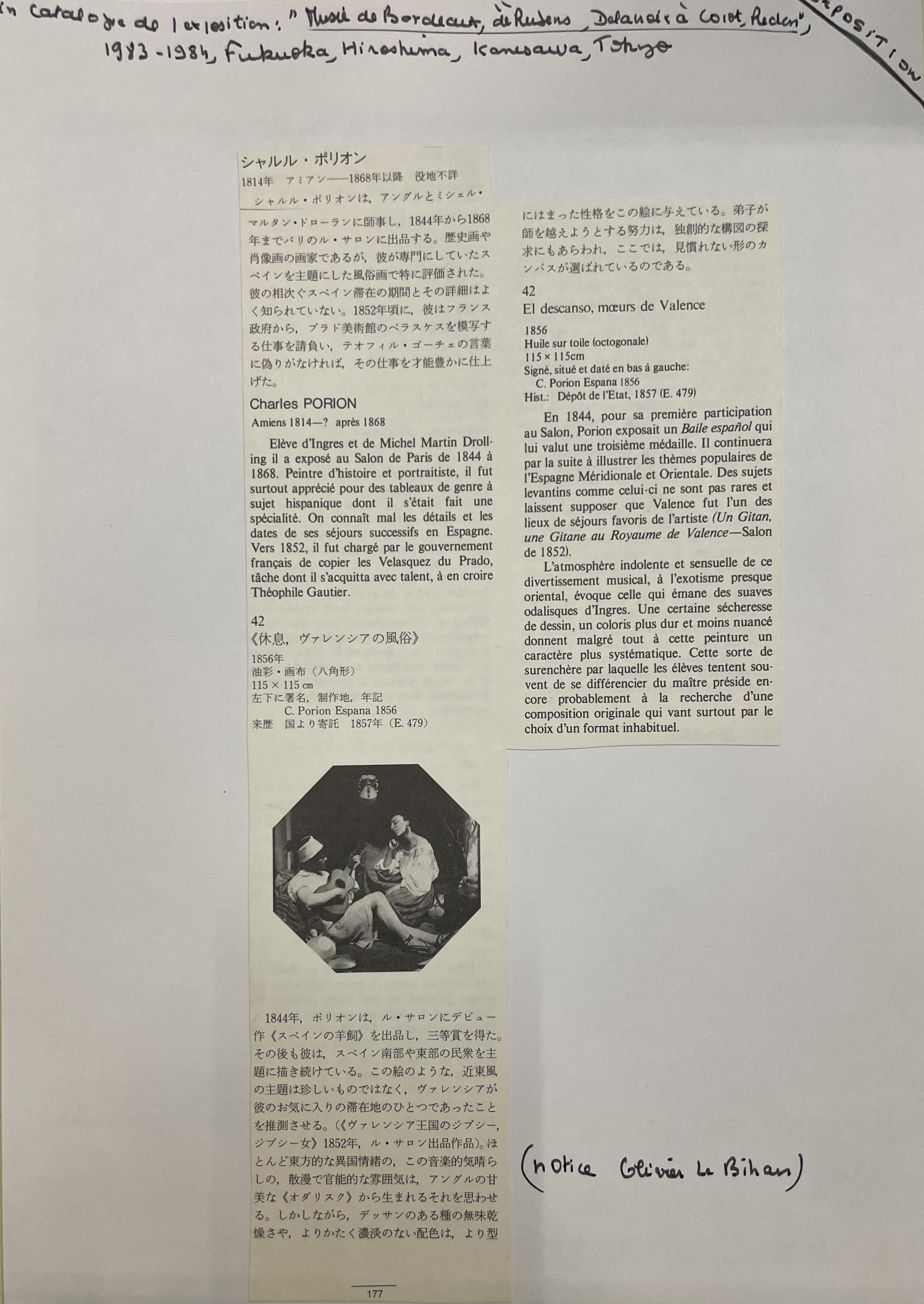
Dossier d'exposition "De Rubens, Delacroix à Corot, Millet et Redon" à Fukuoaka

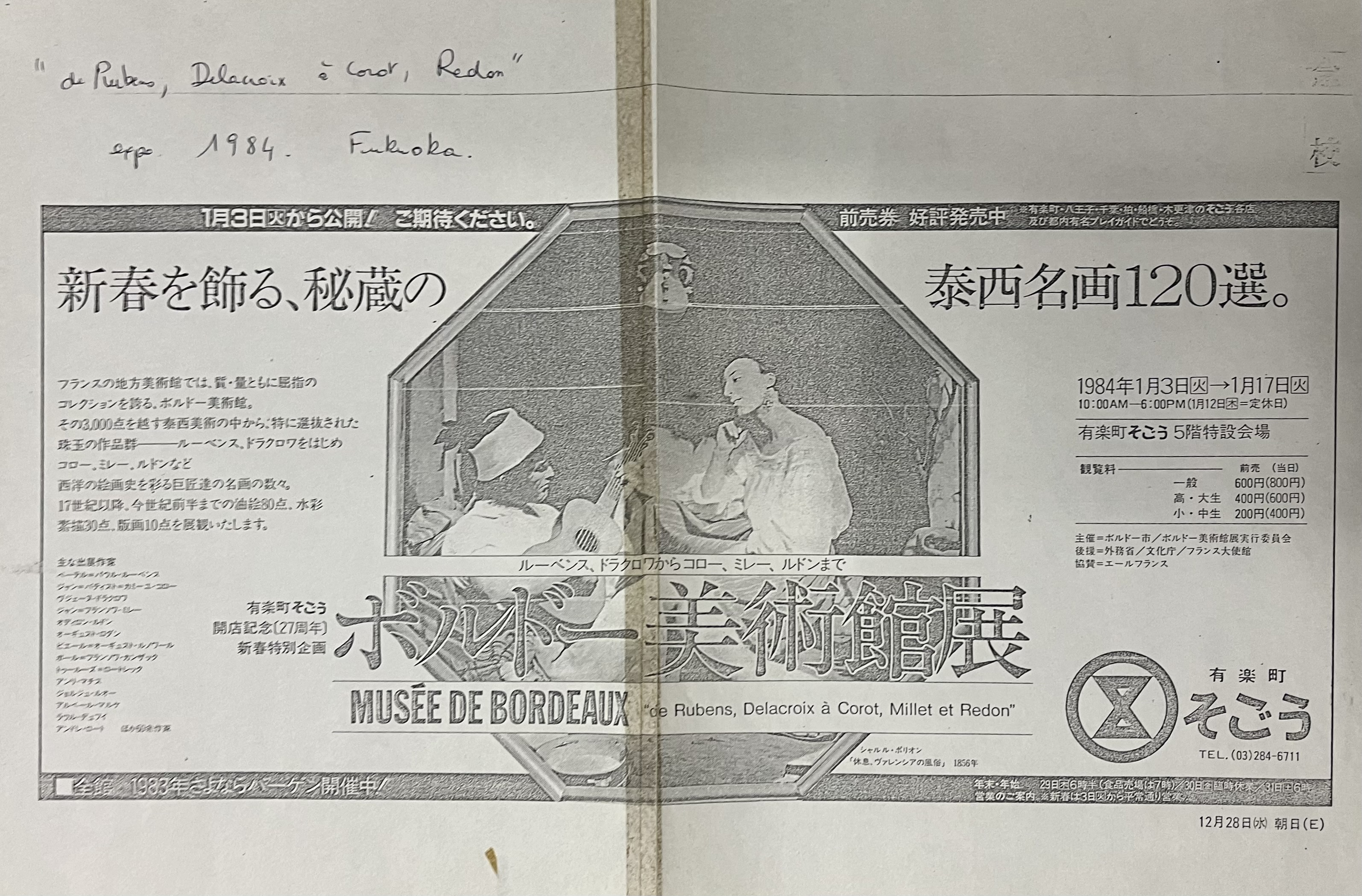
Brochure en japonais pour l'exposition "De Rubens, Delacroix à Corot, Millet et Redon" à Fukuoaka, Japon

### Liens connexes
- Peinture française du XIXe siècle

- Peinture de genre

- Peinture à l'huile

- Liste de peintres français